# マリア・ファン・ナッサウ (1642-1688)

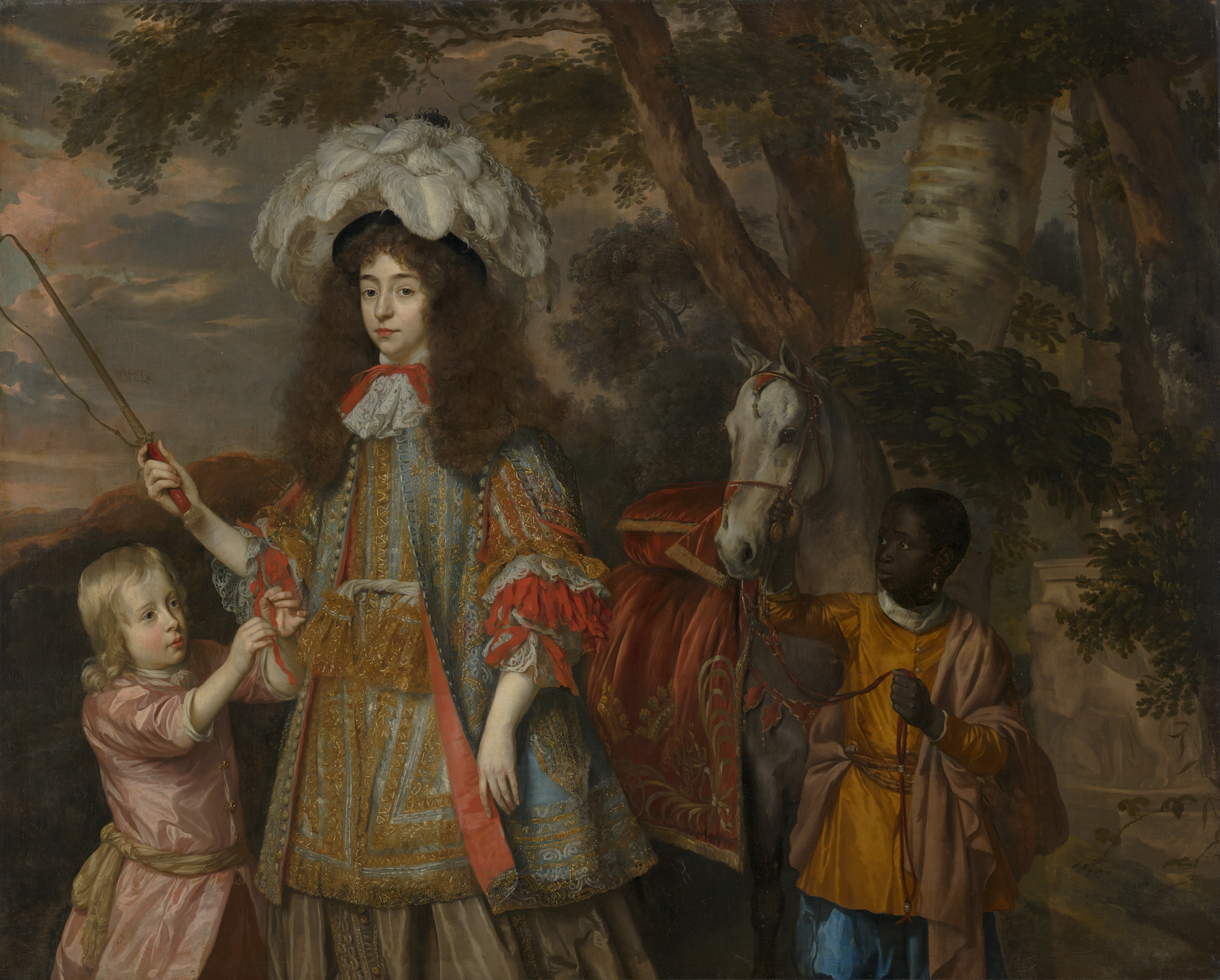
黒人の召使を連れたマリア（中央）と、甥のヘンドリック・ファン・ナッサウ＝ザイレステイン（左の少年）

マリア・ファン・ナッサウ（Maria van Nassau, 1642年9月5日 - 1688年3月20日）は、オラニエ公フレデリック・ヘンドリックの娘で、プファルツ＝ジンメルン＝ラウテルン公ルートヴィヒ・ハインリヒ・モーリッツの妻。

## 生涯
フレデリック・ヘンドリックとその妻のゾルムス＝ブラウンフェルス伯爵夫人アマーリエの間の末娘として生まれた。両親にとっては実質的に4番目の娘である。父が58歳の時に生まれた娘であり、4歳で父と死別した。1660年、兄嫁のオラニエ公夫人メアリーの兄であるイングランド王チャールズ2世との縁談が持ち上がったが、チャールズ2世は反スペイン共同戦線を築く目的でポルトガル王女カタリナを王妃に選んだ。翌1661年には40歳近く年上の又従兄、ナッサウ＝ジーゲン侯ヨハン・マウリッツとの縁組も計画されたが、実現しなかった。
1666年9月23日にクレーフェにおいて、従甥にあたるプファルツ＝ジンメルン公ルートヴィヒ・ハインリヒ・モーリッツと結婚した。この縁組はオラニエ家と他の改革派信徒の諸侯家との結びつきを深めておこうとする、マリアの姉たちの強い意向で成立したものだった。8年間の結婚生活で間に子供を授かることなく、1674年に夫と死別した。彼の死により、ジンメルン家の傍系プファルツ＝ジンメルン＝ラウテルン家は断絶した。
長姉のルイーゼ・ヘンリエッテはオラニエンブルク、次姉アルベルティーネ・アグネスはオラニエンシュタイン城（Schloss Oranienstein）、三姉ヘンリエッテ・カタリーナはオラニエンバウム（Oranienbaum）と、マリアの姉たちはいずれも嫁ぎ先で与えられた城や所領に、実家のオラニエ家の家名を付けていた。マリアもまた、寡婦財産として与えられたバート・クロイツナハの旧女子修道院の廃墟を改築して「オラニエンホーフ（Oranienhof）」と名付け、この館で余生を送った。しかしこの館はマリアの死の翌年の1689年に再び破壊されたため、現存しない。
マリアと3人の姉たちとの仲は良く、結婚して離れ離れになった後も、姉妹たちの間では頻繁に往復書簡が交わされていた。